# Matthew E. White
Matthew E. White (* 14. srpna 1982) je americký zpěvák a kytarista. V roce 2011 založil hudební vydavatelství Spacebomb Records. Své první album nazvané Big Inner vydal v srpnu roku 2012. Kromě sólové kariéry se věnoval vystupování v improvizačním uskupení Fight the Big Bull a byl členem kapely The Great White Jenkins. V lednu 2017 vydal album Gentlewoman, Ruby Man ve spolupráci s anglickou zpěvačkou Flo Morrissey. Album obsahuje coververze písní od různých autorů, mezi něž patří například Leonard Cohen nebo skupina The Velvet Underground.